# Adrian Scarborough
Adrian Philip Scarborough (ur. 10 maja 1968 w Melton Mowbray) – brytyjski aktor filmowy, teatralny i telewizyjny.

## Życiorys
Scarborough urodził się i wychował w Melton Mowbray (Leicestershire, Anglia). Uczęszczał do Brooksby Melton College i trenował w Bristol Old Vic Theatre School (Bristol), zdobywając nagrodę Chesterton dla najlepszego aktora absolwentów szkoły. Scarborough zadebiutował na dużym ekranie w 1994 w filmie Szaleństwo króla Jerzego. 

## Filmografia
- The Bill (1991–2008) jako Tim Lock / Mr. Harvey / Tommy 3 odcinki
- Świat królika Piotrusia i jego przyjaciół (The World of Peter Rabbit and Friends, 1993–1995) jako Benjamin Bunny / Mr. Benjamin Bunny 2 odcinki, głos
- Szaleństwo króla Jerzego (The Madness of King George, 1994) jako Fortnum
- The Governor (1995) jako Walter Brinkley 5 odcinków
- An Independent Man (1995) jako Robin Swallow 1 odcinek
- W środku mrocznej zimy (In the Bleak Midwinter, 1995) jako Młody aktor
- Coogan's Run (1995) jako Radny Len Crabbe / Radny Hillary Crabbe 2 odcinki
- Zima wśród wierzb (The Willows in Winter, 1996) jako Siostrzeniec Mole (głos)
- Cows (1997) jako Wikariusz
- Taniec do muzyki czasu (A Dance to the Music of Time, 1997) jako JG Quiggin 3 odcinki
- Słodycz zemsty (Sweet Revenge, 1998) jako Percy Cutting
- Love Is the Devil – Szkic do portretu Francisa Bacona (Love Is the Devil: Study for a Portrait of Francis Bacon, 1998) jako Daniel Farson
- Wszystko z miłości (St. Ives, 1998) jako Le Bon
- The Passion (1999) jako Martin
- Torcik podano (Let Them Eat Cake, 1999) jako Bouffant 6 odcinków
- Ostatnie wyjście (Last Resort, 2000) jako Urzędnik Rady
- Heartbeat (2000) jako Martin Padmore 1 odcinek
- Gosford Park (2001) jako Barnes
- Niewidoczni (Dirty Pretty Things , 2002) jako Doktor
- tlc (2002) jako The Phlebotomist 1 odcinek
- Gosford Park: Deleted Scenes (2002) jako Barnes
- Morderstwa w Midsomer (Midsomer Murders, 2002-2016) jako Tony Pitt / Eddie Carfax / Peter Fogden 3 odcinki
- Zabić króla (To Kill a King, 2003) jako sierżant Joyce
- Cudowne lata bohemy (Bright Young Things, 2003) jako Celnik
- O krok od zbawienia (Promoted to Glory, 2003) jako Arnold
- Vera Drake (2004) jako Frank
- Saxondale (2006) jako Przewodniczący 1 odcinek
- Męska historia (The History Boys, 2006) jako Wilkes
- The 10th Man (2006) jako Norm
- Notatki o skandalu (Notes on a Scandal, 2006) jako Martin
- The Trial of Tony Blair (2007) jako Simon
- Nowe triki (New Tricks, 2007) jako Harry Hepple 1 odcinek
- Maxwell (2007) jako Bob Cole
- The History of Mr Polly (2007) jako Rusper
- The Commander: The Fraudster (2007) jako Clive Seway
- Elizabeth: Złoty wiek (Elizabeth: The Golden Age, 2007) jako Calley
- Powrót do Cranford (Cranford, 2007-2009) jako pan Johnson 7 odcinków
- 10 dni do wojny (10 Days to War, 2008) jako Steve 1 odcinek
- Poppy Shakespeare (2008) jako Michael z klasy średniej
- Minder (2009) jako Harvey Stevenson 1 odcinek
- Kingdom (2009) jako Jeff 1 odcinek
- W czasie burzy (Into the Storm, 2009) jako Sawyers
- Psychoville (2009) jako pan Jolly / Surgeon 6 odcinków
- Miranda (2009-2015) jako Dreamboat Charlie / Charlie 5 odcinków
- National Theatre Live: The Habit of Art (2010) jako Donald / Humphrey Carpenter
- Jak zostać królem (The King’s Speech, 2010) jako spiker radiowy BBC
- Magpie (2010) jako Ray
- Na salonach i w suterenie (Upstairs Downstairs, 2010-2012) jako Mr. Warwick Pritchard / Mr. Pritchard 9 odcinków
- Przygody Adasia i Tosi (The Adventures of Abney & Teal, 2011) jako Abney
- Watson & Oliver (2012) 4 odcinki
- Doktor Who (Doctor Who, 2012) jako Kahler-Jex 2 odcinki
- Mrs Biggs (2012) jako Bernard Powell 4 odcinki
- Get Lucky (2012) jako St John Ponsonby Hunt
- Les Misérables. Nędznicy (Les Misérables, 2012) jako Toothman
- Bez wytchnienia (Restless, 2012) jako Morris Devereux
- Delicious (2013) jako Victor
- Wszystko dla pań (The Paradise, 2013) jako Fenton 4 odcinki
- Plebs (2013-2014) jako Claudius 6 odcinków
- Up the Women (2013–2015) jako Frank 7 odcinków
- Śmierć pod palmami (Death in Paradise, 2014) jako Leo Pascal 1 odcinek
- Edge of Heaven (2014) jako Bald Gary 6 odcinków
- National Theatre Live: King Lear (2014) jako Głupiec
- The Great War: The People’s Story (2014) jako Winston Churchill 2 odcinki
- Odrobina chaosu (A Little Chaos, 2014) jako Daniel Le Vielle
- Some Candid Observation on the Eve of the end of the world (2014) jako Tata
- The Incredible Adventures of Professor Branestawm (2014) jako Namiestnik
- Ojciec Brown (2015) jako Clive Trueman 1 odcinek
- Professor Branestawm Returns (2015) jako Wikariusz
- Z pamiętnika położnej (Call the Midwife, 2015) jako Barrington Swann 1 odcinek
- Pogadanki Blunta (Blunt Talk, 2015-2016) jako Harry Chandler 20 odcinków
- Crashing (2016) jako Colin 6 odcinków
- What Has the ECHR Ever Done for Us? (2016) jako Francis
- Stella (2016) jako Horst
- Na plaży Chesil (On Chesil Beach, 2017) jako Lionel Mayhew
- Maigret w kabarecie (Maigret in Montmartre, 2017) jako dr Bloch
- Małe kobietki (Little Women, 2017) jako pan Davis 1 odcinek
- Gavin i Stacey (Gavin & Stacey, 2007-2019) jako Pete 9 odcinków
- Urban Myths (2018) jako Główny inspektor Danders 1 odcinek
- Skandal w angielskim stylu (A Very English Scandal, 2018) jako George Carman Q.C 1 odcinek
- Patryk (Patrick, 2018) jako pan Peters
- Krzysiu, gdzie jesteś? (Christopher Robin, 2018) jako Hal Gallsworthy
- National Theatre Live: Szaleństwo króla Jerzego (National Theatre Live: The Madness of George III, 2018)
- Obsesja Eve (Killing Eve, 2019) jako Raymond 3 odcinki
- Lyrebird (2019) jako Dirk Hannema
- Making A Killing (2019) jako pan Loveless
- Sanditon (2019) jako Dr. Fuchs 3 odcinki
- Wypadek (The Accident, 2019) jako Philip Walters 4 odcinki
- 1917 (2019) jako Major Hepburn
- The Windsors (2020) jako Ian Drabble 1 odcinek
- Artemis Fowl (2020) jako Szef goblinów

## Nagrody
Clarence Derwent Awards
- Wygrana (2006) w kategorii Najbardziej obiecujący mężczyzna (Wielka Brytania)[3]